# Erika Mészáros
Erika Mészáros (n. 24 iunie 1966, Budapesta, Republica Populară Ungară) este o caiacistă ce a reprezentat Ungaria, medaliată olimpică. A participat la 3 ediții ale Jocurilor Olimpice (1988, 1992, 1996) în care a câștigat o medalie de aur și o medalie de argint.